# Eucalyptus rudis
Eucalyptus rudis és una espècie d'eucaliptus de la família de les mirtàcies.

## Descripció

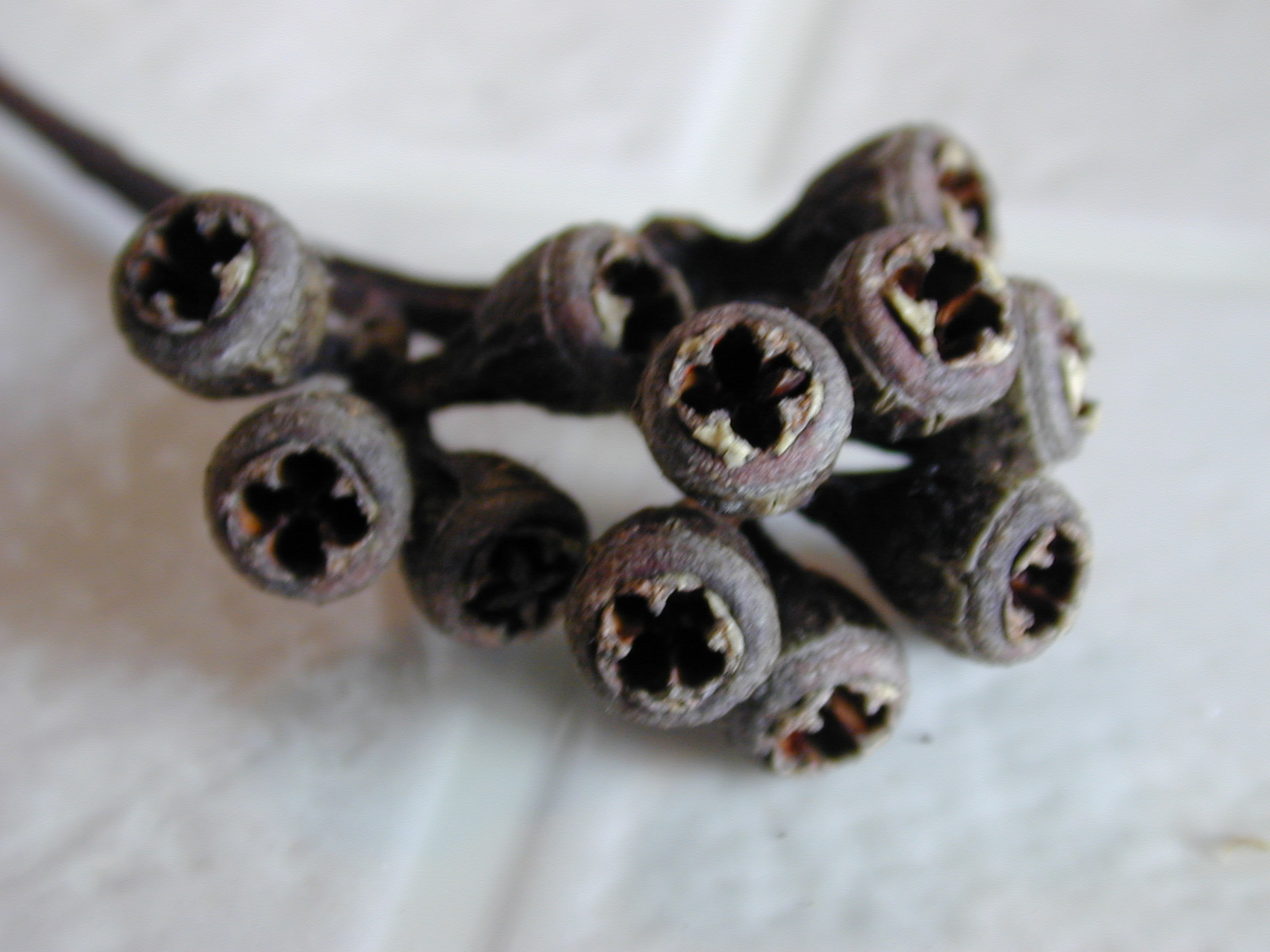
Fruit dEucalyptus rudis

És un arbre de talla mitjana amb l'escorça rugosa, fosca o gris clara, però al nord de Perth la seva escorça és llisa i molt similar a la d'Eucalyptus camaldulensis. Les seves fulles són pedunculades, alternades, d'ovades a orbiculars de 12 x 7 cm, lleugerament discoloroses i verd-grisenques opaques. Les flors blanques apareixen des d'hivern a inicis de la primavera.

## Distribució i hàbitat
L'arbre es distribueix des del districte d'"Eneabba" cap al sud a les "Muntanyes Darling", a l'oest i centre de "Wheatbelt" i a les àrees d'alta pluviositat al sud-oest d'Austràlia Occidental, comunament a cursos d'aigua, sòls pantanosos o molt ocasionalment en roques de granit. A aquesta espècie se la troba típicament en boscos oberts, associada amb espècies com Eucalyptus wandoo, Corymbia calophylla i Eucalyptus marginata.

## Taxonomia
Eucalyptus rudis va ser descrita per Stephan Ladislaus Endlicher i publicada a l'Enumeratio plantarum quas in Novae Hollandiae ora austro-occidentali ad fluvium Cygnorum et in sinu Regis Georgii collegit Carolus Liber Baro de Hügel 49, l'any 1837.

### Etimologia
- Eucalyptus: prové del grec kaliptos, "cobert", i el prefix eu-, "bé", en referència a l'estructura llenyosa que cobreix i dona protecció a les seves flors.[4]
- rudis: epítet específic.

### Sinonímia
- Eucalyptus brachypoda Turcz.
- Eucalyptus rudis subsp. rudis[5]